# Чибо, Лоренцо
Лоре́нцо Чи́бо (итал. Lorenzo Cybo; 20 июля 1500, Сампьердарена, Генуэзская республика — 14 марта 1549, Пиза, Флорентийское герцогство) — аристократ из дома Чибо, граф Ферентилло с 1519 по 1549 год, в браке — маркграф Массы и синьор Каррары с 1530 по 1541 год. Кондотьер.

## Биография

### Семья и ранние годы
Родился в Сампьердарене 20 июля 1500 года. Лоренцо был сыном Франческетто Чибо, графа Ферентилло и Маддалены Медичи, дочери Лоренцо Великолепного и Клариче Орсини. Его отец был незаконнорожденным сыном римского папы Иннокентия VIII. Другой римский папа, Лев X приходился ему дядей по материнской линии.
Юного Лоренцо современники описывали, как сдержанного, серьёзного и доброго молодого человека. В начале 1516 года он был отправлен во Французское королевство на службу к королю Франциску I, который назначил юношу придворным дворянином. Его старший брат, Инноченцо Чибо, принявший сан кардинала, выделил ему ежегодное содержание в размере трёх тысяч франков. Через два года Лоренцо решил вернуться на родину, но Франческетто Чибо уговорил сына остаться во Французском королевстве ещё на некоторое время.

### Граф Ферентилло
После смерти отца, 25 июля 1519 года Лоренцо стал новым графом Ферентилло. Его феод находился в Папском государстве. Управлял он им до самой смерти, но предпочитал делать это из Рима через викария.
В 1524 году знаменитый живописец Пармиджанино подарил ему портрет, который подчеркивал прекрасные черты лица и красивый внешний вид Лоренцо. Ныне картина хранится в Государственном музее искусств в Копенгагене. На портрете Лоренцо изображён в форме командира папской гвардии в возрасте двадцати четырёх лет.
После пребывания при королевском дворе во Франции, в 1524 году он был назначен губернатором Сполето, а с 1530 года, по протекции влиятельного брата-кардинала, в звании генерала-полковника возглавил армию Папского государства.
Лоренцо не повезло с супругой, характер которой современники описывали как «свирепый и извращенный». По этой причине в семье были частыми скандалы, кульминацией которых стал трагический случай, приведший к смерти их старшего сына Джулио. 21 марта 1530 года Риччарда получила разрешение императора сделать супруга соправителем маркграфства Массы. В 1541 году она отозвала своё согласие, поскольку Лоренцо почти всё время находился в Риме, где жил в своё удовольствие, а не сотрудничал с ней в управлении маленьким государством.
Лоренцо умер в Пизе в 1549 году. Скульптор Стаджио Стаджи (ит.) из Пьетрасанты изваял для него великолепный саркофаг с лежащей фигурой, которую до сих пор можно видеть в склепе собора Массы. Его первенца Джулио перезахоронили в гробнице рядом с ним в 1573 году, как и его супругу Риччарду, по просьбе их младшего сына Альберико.
В графстве Ферентилло ему наследовал сын Альберико I, который в 1553 году также наследовал владения умершей матери, с обязательством добавить к фамилии отца фамилию матери.

### Брак и потомство
14 мая 1520 года Лоренцо Чибо сочетался браком с Риччардой Маласпина, маркграфиней Массы и синьорой Каррары. Устроил выгодный брак племянника наследницей владений рода Маласпина его дядя, римский папа Лев X. Лоренцо и Риччарда основали новый дом Чибо-Маласпина, представители которого под титулами маркграфов, князей и герцогов правили Массой и Каррарой до 1829 года. В их браке родились три ребёнка:
- Элеонора (1.03.1523 — 22.02.1594), сочеталась первым браком в 1543 году в Карраре с генуэзским патрицием Джованни Луиджи Фиески (1522 — 2.01.1547), графом Лаванья, синьором Понтремоли, Торрильи и Санто-Стефано-д’Авето, вторым браком в 1549 году с Джан Лудовико Вителли (1520 — 1575), маркграфом Четоны, графом Монтоне и нобилем Читта-ди-Кастелло, приняла монашеский постриг с именем Кларисса в монастыре Благовещения вне стен во Флоренции;
- Джулио (1525 — 18.05.1548), маркграф Массы и синьор Каррары под именем Джулио I;
- Альберико (28.02.1534 — 18.01.1623), граф, после герцог Ферентилло, маркграф Массы и синьор Каррары, после князь Массы и маркграф Каррары под именем Альберико I.

У Лоренцо Чибо был бастрад по имени Оттавио (ум. после 1580), доктор медицины, который похоронен в церкви Санта-Мария-сопра-Минерва в Риме.